# Alfred Louis Delattre
Alfred Louis Delattre (Déville-lès-Rouen, 26 giugno 1850 – Cartagine, 12 gennaio 1932) è stato un archeologo e presbitero francese.

## Biografia
Inviato missionario in Algeria, divenne cappellano della chiesa di san Luigi a Cartagine in Tunisia e conservatore del museo archeologico di Algeri. I suoi studi sulle rovine dell'antica Cartagine portarono a risultati molto interessanti. Divenne direttore del Musée Lavigerie de Saint-Louis di Cartagine, sulla collina di Byrsa, da lui fondato nel 1875. Scrisse numerose opere sull'archeologia e sulle chiese d'Africa:
- Carthage et la Tunisie au point de vue archéologique (1883)
- Inscriptions de Carthage (1884–85)
- Souvenirs de la croisade de Saint Louis trouvés à Carthage (1888)
- Les tombeaux puniques de Carthage (1890)
- Souvenirs de l'ancienne église d'Afrique (1893)
- Musée Lavigerie de Saint-Louis de Carthage (three volumes, 1899-1900)